# حركة موف
حركة موف (بالإنجليزية: MOVE)‏، وتعرف أيضا باسم الحركة المسيحية من أجل الحياة (بالإنجليزية: Christian Movement for Life)‏، هي منظمة مجتمعية تدافع عن قوانين وحياة الطبيعية، تأسست في عام 1972 في فيلادلفيا، بنسيلفانيا، الولايات المتحدة، من قبل جون أفريكا (واسمه الحقيقي فينسينت ليفهارت). عاشت حركة موف في بيئة مجتمعية في غرب فيلادلفيا، ملتزمة بفلسفة أناركية بدائية. جمعت المجموعة الأيديولوجية الثورية، على غرار أيديولوجية حزب الفهود السود، مع العمل من أجل حقوق الحيوان.
تشتهر حركة موف بشكل خاص بنزاعين رئيسيين مع قسم شرطة فيلادلفيا. في عام 1978، أسفرت مواجهة عن مقتل ضابط شرطة وإصابة 16 ضابطًا ورجل إطفاء، بالإضافة إلى أعضاء منظمة حركة موف. وأدين تسعة أعضاء بقتل الضابط وحُكم على كل منهم بالسجن من 30 إلى 100 عام. في عام 1985، انتهت معركة أخرى عندما أسقطت مروحية تابعة للشرطة قنبلتين على سطح مجمع الحركة، وهو منزل مستقل يقع في 6221 شارع أوسيدج. أسفر الحريق عن مقتل ستة من أعضاء الحركة وخمسة من أطفالهم، ودمر 65 منزلاً في الحي.
وأدين تفجير الشرطة بشدة، قام الناجون من حركة موف في وقت لاحق برفع دعوى مدنية ضد مدينة فيلادلفيا وقسم شرطة فيلادلفيا وحصلوا على 1.5 مليون دولار أمريكي في تسوية عام 1996. وقام سكان آخرون نزحوا بسبب الدمار الذي خلفه القصف برفع دعوى مدنية ضد المدينة وفي عام 2005 مُنحوا 12.83 مليون دولار أمريكي كتعويض في محاكمة أمام هيئة محلفين.

## التاريخ

### الأصول
أطلق على المجموعة اسم حركة موف (بالإنجليزية: MOVE)‏ وهو ليس اختصارًا. اختار مؤسسها، جون أفريكا، هذا الاسم ليقول ما ينوون القيام به. يعتزم الأعضاء أن يكونوا نشيطين لأنهم يقولون «كل ما هو حي يتحرك إذا لم يحدث، فسيكون راكدًا وميتًا». عندما تأسست المنظمة التي ستصبح حركة موف في عام 1972، كان جون أفريكا أميًا وظيفيًا. أملى جون أفريكا أفكاره على دونالد جلاسي، أخصائي اجتماعي من جامعة بنسيلفانيا، وخلق ما أسماه «المبادئ التوجيهية» كأساس لمجموعته المجتمعية. ارتدى أفريكا وأتباعه في الغالب من أصل أفريقي شعرهم في شكل ضفائر، كما اشتهرت به حركة الراستافارية الكاريبية. دافعت حركة موف بشكل جذري عن السياسات الخضراء والعودة إلى مجتمع الصيد وجمع الثمار، مع إعلان معارضتهم للعلوم، الطب والتكنولوجيا. يُعرف أعضاء حركة موف بأنهم متدينون للغاية ويدافعون عن الحياة. إنهم يعتقدون أنه نظرًا لأن جميع الكائنات الحية تعتمد على نفسها، يجب التعامل مع حياتهم على نفس القدر من الأهمية. إنهم يدافعون عن العدالة التي لا تقوم دائمًا داخل المؤسسات. يعتقد أعضاء حركة موف أنه لكي يكون الشيء عادلاً، يجب أن يكون فقط لجميع الكائنات الحية. كما فعل جون أفريكا، غير أتباعه ألقابهم إلى أفريكا لإظهار الاحترام لما اعتبروا أفريقيا قارتهم الأم.
في مقال نُشر عام 2018 حول المجموعة، وصف إد بيلكنجتون من صحيفة الغارديان وجهات نظرهم السياسية بأنها اندماج غريب بين القوة السوداء وقوة الزهرة. وقد دمجت المجموعة التي تشكلت في أوائل السبعينيات الأيديولوجية الثورية للفهود السود مع الطبيعة والطائفية المحبة للحيوان من الهيبيين في الستينيات. قد تصنفهم على أنهم محاربون سود متحررون ومحاربون بيئيون. وأشار إلى أن المجموعة تعمل أيضًا كمنظمة للدفاع عن حقوق الحيوان. نقل إد بيلكنجتون عن العضوة جانين أفريكا التي كتبت إليه من السجن: «لقد تظاهرنا ضد محلات بيع الجراء، حدائق الحيوان، السيرك وأي شكل من أشكال استعباد الحيوانات لقد تظاهرنا ضد جزيرة ثري مايل والتلوث الصناعي تظاهرنا ضد وحشية الشرطة وقد فعلنا ذلك بلا هوادة، العبودية في الولايات المتحدة لم تنته أبدًا، لقد كانت مقنعة فقط.»
عاش جون أفريكا وأتباعه في إحدى الكومونات في منزل يملكه جلاسي في قسم قرية باولتون في غرب فيلادلفيا. وكناشطين، نظموا مظاهرات مضخمة ومليئة بالكلمات النابية ضد المؤسسات التي عارضوها، مثل حدائق الحيوان، والمتحدثين الذين عارضوا آرائهم. تم فحص أنشطة حركة موف من قبل سلطات إنفاذ القانون، خاصة تحت إدارة العمدة فرانك ريزو، مفوض الشرطة السابق المعروف بتشدده ضد الجماعات الناشطة. في عام 1977، تم سجن ثلاثة من أعضاء حركة موف لتحريضهم على أعمال شغب، مما تسبب في مزيد من التوتر والاحتجاجات والعروض المسلحة من قبل المجموعة.

### قصف مقر الحركة (1985)
في عام 1981، انتقلت حركة موف إلى منزل في 6221 شارع أوسيدج في منطقة كوبس كريك في غرب فيلادلفيا. اشتكى الجيران للمدينة لسنوات من القمامة حول مبناهم، والمواجهات مع الجيران، وإعلانات مكبرات الصوت عن رسائل سياسية فاحشة في بعض الأحيان من قبل أعضاء حركة موف. كان البوق مكسورًا وغير صالح للعمل لمدة ثلاثة أسابيع قبل قصف الشرطة للمنزل. حصلت الشرطة على مذكرات توقيف في عام 1985 بتهمة ارتكاب أربعة من أعضاء حركة موف جرائم بما في ذلك انتهاكات الإفراج المشروط، وازدراء المحكمة، والحيازة غير القانونية للأسلحة النارية، وتوجيه تهديدات إرهابية. صنف العمدة ويلسون غود ومفوض الشرطة غريغور جيه سامبور حركة موف كمنظمة إرهابية. وأخلت الشرطة سكان المنطقة من الحي قبل تحركها. تم إخبار السكان بأنهم سيكونون قادرين على العودة إلى منازلهم بعد فترة 24 ساعة.
يوم الاثنين 13 مايو 1985، وصل ما يقرب من خمسمائة ضابط شرطة، إلى جانب مدير المدينة ليو بروكس، وحاولوا إخلاء المبنى وتنفيذ مذكرات الاعتقال. تم إخلاء المنازل المجاورة. تم قطع الماء والكهرباء لإجبار أعضاء الحركة على الخروج من المنزل. قرأ المفوض سامبور خطابًا طويلًا موجهًا إلى أعضاء الحركة بدأ بعبارة «انتباه حركة موف: هذه أمريكا، عليكم الالتزام بقوانين الولايات المتحدة». عندما لم يستجب أعضاء الحركة، قررت الشرطة إبعاد 13 عضوًا بالقوة من المنزل، المؤلف من سبعة بالغين وستة أطفال.
ووقعت مواجهة مسلحة مع رجال الشرطة الذين ألقوا قنابل الغاز المسيل للدموع على المبنى. أطلق أعضاء حركة موف النار عليهم، وتبع ذلك معركة بالأسلحة النارية استمرت 90 دقيقة، أصيب فيها أحد الضباط بكدمات في ظهره جراء إطلاق نار. استخدمت الشرطة أكثر من عشرة آلاف طلقة ذخيرة قبل أن يأمر المفوض سامبور بقصف المنزل. من طائرة هليكوبتر تابعة لشرطة ولاية بنسلفانيا، شرع الملازم فرانك باول في إدارة شرطة فيلادلفيا في إسقاط قنبلتين وزنهما رطل واحد (والتي أشارت إليها الشرطة باسم «أجهزة الدخول») مصنوعة من توفيكس الذي يوفره مكتب التحقيقات الفيدرالي، وهو بديل للديناميت، مستهدفًا مقصورة في سقف المنزل. أسفر الحريق الذي أعقب ذلك عن مقتل أحد عشر شخصًا في المنزل (جون أفريكا، وخمسة بالغين آخرين، وخمسة أطفال تتراوح أعمارهم بين 7 و 13 عامًا). انتشر الحريق ودمر في نهاية المطاف ما يقرب من 65 منزلاً مجاورًا في شارع أوسيدج وشارع باين القريب. على الرغم من أن رجال الإطفاء كانوا قد غمروا المبنى في وقت سابق قبل القصف، بعد اندلاع الحريق، قال المسؤولون إنهم يخشون أن تطلق حركة موف النار على رجال الإطفاء، لذلك أعاقتهم. شهد غود لاحقًا في محاكمة عام 1996 أنه أمر بإخماد الحريق بعد أن احترق القبو. قال سامبور إنه تلقى الأمر، لكن مفوض الإطفاء شهد بأنه لم يستلم الأمر. قالت رامونا أفريكا، إحدى الناجين من قصف المنزل، إن الشرطة أطلقت النار على من حاولوا الفرار.

#### بعد الكارثة
عين غود لجنة تحقيق تسمى لجنة التحقيق الخاصة بفيلادلفيا (المعروفة أيضًا باسم لجنة حركة موف)، برئاسة ويليام إتش براون الثالث. استقال سامبور في نوفمبر 1985؛ في خطاب ألقاه في العام التالي، حيث قال إن غود عيّنه «بديلاً». أصدرت لجنة حركة موف تقريرها في 6 مارس 1986. ندد التقرير بأفعال حكومة المدينة، مشيراً إلى أن «إلقاء قنبلة على منزل مسكون غير مقبول». بعد إصدار التقرير، قدم غود اعتذارًا علنيًا رسميًا. لم يتم توجيه تهم جنائية إلى أي شخص من حكومة المدينة في الهجوم. تم اتهام العضو البالغ الوحيد الباقي على قيد الحياة في حركة موف، رامونا أفريكا، بتهم الشغب والتحريض على الفوضى وقضت سبع سنوات في السجن.
في عام 1996 أمرت هيئة محلفين فيدرالية المدينة بدفع 1.5 مليون دولار أمريكي إثر حكم قضائي مدني للناجين من القصف ومنهم رامونا أفريكا وأقارب شخصين قتلا في التفجير. وجدت هيئة المحلفين أن المدينة استخدمت القوة المفرطة وانتهكت الحماية الدستورية للأعضاء من التفتيش والمصادرة غير المعقولين. في عام 1985 حصلت فيلادلفيا على لقب «المدينة التي قصفت نفسها». في عام 2005، ترأس القاضي الفيدرالي كلارنس تشارلز نيوكومر محاكمة مدنية رفعها سكان يطالبون بتعويضات عن تهجيرهم بسبب الدمار الواسع الذي أعقب قصف الشرطة عام 1985 لحركة موف. منحتهم هيئة محلفين حكمًا بقيمة 12.83 مليون دولار أمريكي.
في 12 نوفمبر 2020، أصدر مجلس مدينة فيلادلفيا قرارًا يعتذر عن «القرارات والأحداث التي سبقت وأدت إلى الدمار الذي حدث في 13 مايو 1985.» أنشأ المجلس «يومًا سنويًا للمراقبة والتفكير وإعادة الالتزام» لتذكر قصف حركة موف.

## روابط خارجية
- الموقع الرسمي لحركة موف